# Petras Čimbaras
Petras Čimbaras (*  22. September 1967 in Bijutiškis, Rajongemeinde Molėtai) ist ein litauischer Politiker.

## Leben
1983 absolvierte er die Schule Bijutiškis und 1986 als Mechaniker die Technikschule in Panevėžys. Er lernte an der Sportschule Panevėžys, Sektion Handball. Er bekam die Einladung zum Studium am Kauno kūno kultūros institutas, aber sollte den Sowjetarmeedienst leisten. Ab 1997 arbeitete er bei UAB „Trijadė“ als Direktor. Von 2007 bis 2012 war er Mitglied im Rat Molėtai. Seit 2012 ist er Mitglied im Seimas.
Er war Mitglied der Darbo partija und ist seit 2018 stellvertretender Vorsitzender der Lietuvos socialdemokratų darbo partija.